# اوزیل
اوزیل (به فرانسوی: Auzielle) یک کمون در فرانسه است که در اوت-گارون واقع شده‌است. اوزیل ۴٫۵۹ کیلومتر مربع مساحت دارد ۱۸۸ متر بالاتر از سطح دریا واقع شده‌است.